# Al Saqqa mat
Al Saqqa mat (in arabo السقا مات‎?) è un film del 1979 diretto da Salah Abu Seif.
È stato presentato in selezione ufficiale nell'edizione del 1979 della 36ª Mostra internazionale d'arte cinematografica di Venezia con il titolo Essakkamat tradotto in italiano La morte del portatore d'acqua.

## Trama
Un portatore d'acqua vive ricordando ogni giorno la moglie, morta vent'anni prima. Un addetto ai servizi funebri vive invece alla giornata, alla ricerca del piacere, conscio che la morte porrà un giorno fine a ogni cosa. Quando i due si conoscono, diventano amici. Sarà questa amicizia a far cambiare al portatore d'acqua il suo atteggiamento morboso nei riguardi della vita.